# برلیانس اچ۳
برلیانس اچ۳ سدان تولید شده توسط برلیانس خودرو است که با هدف جایگزینی برلیانس اچ۳۳۰ تولید شده‌است.

## بررسی اجمالی

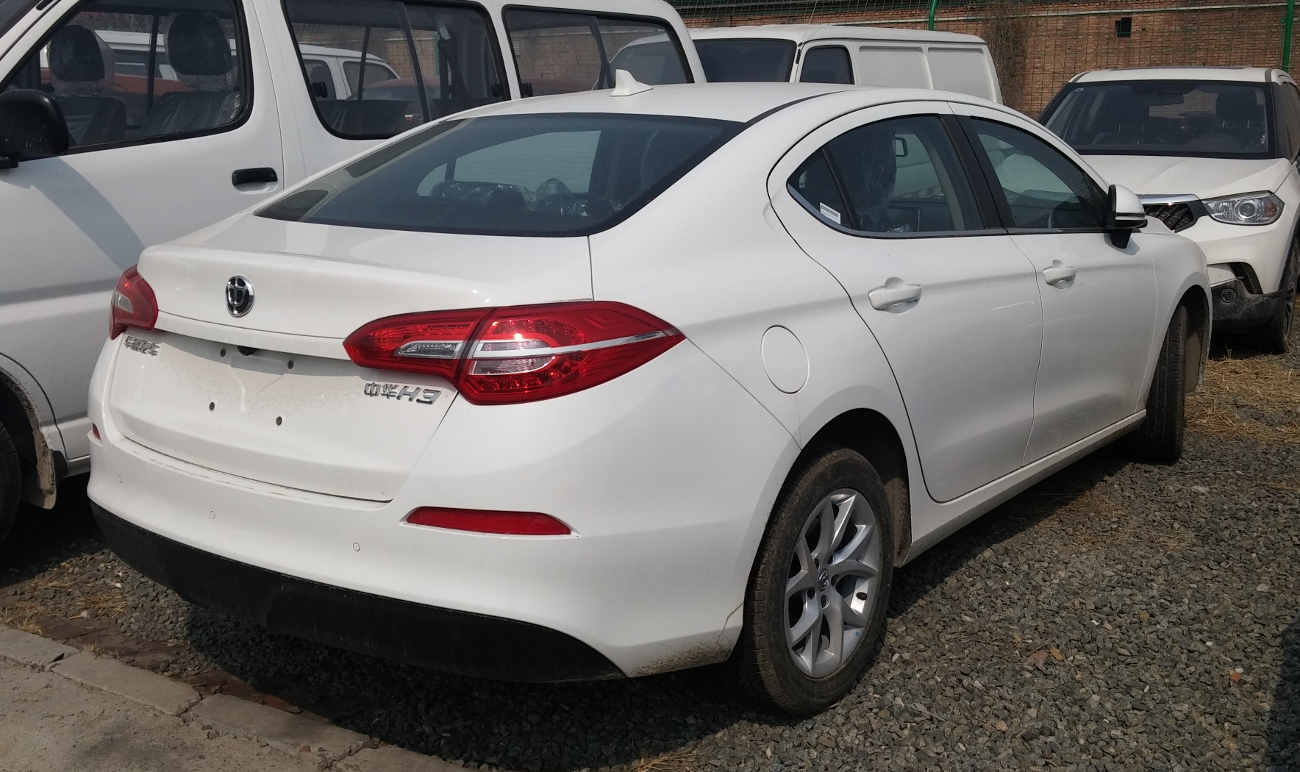
برلیانس اچ۳ (عقب)

برلیانس اچ۳ با دو موتور عرضه شد که شامل یک موتور ۱٫۵ لیتری با ۱۱۲ اسب بخار قدرت و یک موتور ۱٫۵ لیتری توربو با ۱۵۰ اسب بخار قدرت و ۲۲۰ نیوتن‌متر گشتاور می‌شود. این موتورها با جعبه‌دنده ۵ سرعته دستی یا جعبه‌دنده ۵ سرعته اتوماتیک جفت می‌شوند. این ماشین در ۱۰٫۱۱ ثانیه به شتاب ۰ تا ۱۰۰ کیلومتر بر ساعت می‌رسد که توسط رسانه خودروی چینی اتوهوم آزمایش شده‌است.

قیمت سدان کامپکت برلیانس اچ۳ از ۶۳٫۹۰۰ تا ۸۸٫۹۰۰ یوان متغیر است.